# Ğūsman Qyrğyzbaev
Ğūsman Daniyarūly Qyrğyzbaev (in kazako Ғұсман Даниярұлы Қырғызбаев?; Almaty, 28 settembre 1992) è un judoka kazako.
Fino al 2022 compete nella categoria fino a 60 chilogrammi, nella quale vince il bronzo ai campionati asiatici 2019 e l'argento ai campionati mondiali di judo 2021 perdendo nella finale per l'oro contro il russo Jago Abuladze.
Dopo il salto di categoria, vince il suo secondo bronzo continentale ai campionati asiatici 2022 di Nur-Sultan.
Ai Giochi olimpici di Parigi 2024, nei 66 chilogrammi, viene eliminato in semifinale dal brasiliano Willian Lima, ma nella finale per il bronzo sconfigge il serbo Strahinja Bunčić vincendo la sua prima medaglia olimpica.

## Palmarès
- Giochi olimpici

Parigi 2024: bronzo nei 66 chilogrammi.
- Mondiali

Budapest 2021: argento nei 60 kg.
- Campionati asiatici

Fujairah 2019: bronzo nei 60 kg.
Nur-Sultan 2022: bronzo nei 66 kg.